# ریچارد سوم (فیلم ۱۹۱۲)
ریچارد سوم (انگلیسی: Richard III) یک فیلم صامت در سبک درام است که در سال ۱۹۱۲ منتشر شد. این فیلم اقتباسی از نمایشنامه شکسپیر است.